# Лисичанская волость
Лисича́нская во́лость — историческая административно-территориальная единица Бахмутского уезда Екатеринославской губернии.
По состоянию на 1886 год состояла из 2 поселений, 2 сельских общин. Население — 4770 человек (2493 лица мужского пола и 2277 — женского), 875 дворовых хозяйств.
|                        | Площадь, десятин | В том числе пахотной, дес. |
| ---------------------- | ---------------- | -------------------------- |
| Сельских общин         | 6165             | 1805                       |
| Казенной собственности | 1677             | 339                        |
| Другой собственности   | 477              | 90                         |
| В целом                | 8319             | 2234                       |

Крупнейшие поселения волости:
- Лисичанск («Лисья Балка») — село при реке Северский Донец в 50 верстах от уездного города, 2159 человек, 426 дворов, православная церковь, школа, 7 лавок, винный погреб, 2 ярмарки в год, базары по воскресеньям. За версту — чугуноплавильный завод. За пол версты — железнодорожная станция Лисичанск.
- Верхнее — село при реке Северский Донец, 2534 человека, 449 дворов, православная церковь, школа, 2 лавки, 2 ярмарки в год.